# 不規則銀河

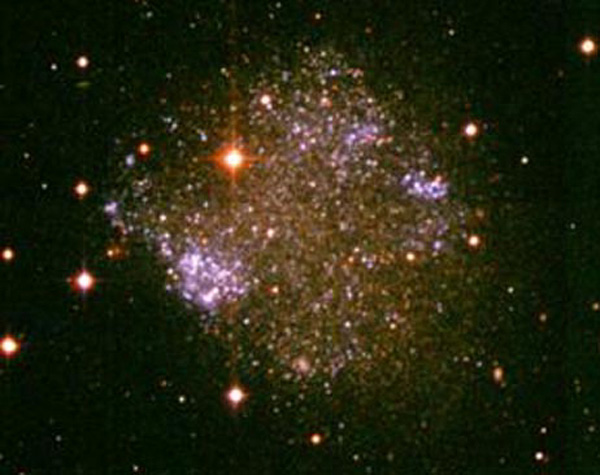
不規則銀河の一つろくぶんぎ座A。質量が銀河系の1/1000と小さく、矮小不規則型銀河に分類される。地球からの距離は約400万光年。

不規則銀河（ふきそくぎんが、irregular galaxy）とは、銀河の中で、明確な構造が見られず、ハッブル分類によるところの渦巻銀河、楕円銀河、レンズ状銀河に分類できないものをいう。
不規則銀河は渦巻銀河のような渦状腕もなく、楕円銀河に特徴的な楕円体状の形態も持たない。渦巻銀河の S 、楕円銀河の E に対して、Irr という記号で表される。
不規則銀河はガスや塵を非常に多く含み、HII領域が数多く存在するなど、星形成が活発に行われている場合が多い。
不規則銀河には以下のような2つのタイプが存在する。
- Irr-I 銀河 (Irr I) は何らかの構造を持っているが、ハッブル系列上に分類できるほどにはその構造がはっきりしないものである。

- Irr-II 銀河 (Irr II) はハッブル系列に分類できるような構造を全く何も持たないものである。

## 代表的な不規則銀河
- M82（おおぐま座）
- 大マゼラン雲（かじき座）
- 小マゼラン雲（きょしちょう座）